# Sarm West Studios
Sarm West Studios é um estúdio de gravação localizado na cidade de Londres, na Inglaterra. O estúdio foi fundado por Chris Blackwell, executivo da Island Records, e já foi chamado de Basing Street Studios e Island Studios.